# Matón Arriba (Cayey)
Matón Arriba es un barrio ubicado en el municipio de Cayey en el estado libre asociado de Puerto Rico. En el Censo de 2010 tenía una población de 961 habitantes y una densidad poblacional de 169,35 personas por km².

## Geografía
Matón Arriba se encuentra ubicado en las coordenadas 18°6′26″N 66°11′53″O / 18.10722, -66.19806. Según la Oficina del Censo de los Estados Unidos, Matón Arriba tiene una superficie total de 5.67 km², de la cual 5.67 km² corresponden a tierra firme.

## Demografía
Según el censo de 2010, había 961 personas residiendo en Matón Arriba. La densidad de población era de 169,35 hab./km². De los 961 habitantes, Matón Arriba estaba compuesto por el 74.71% blancos, el 9.89% eran afroamericanos, el 0.94% eran amerindios, el 0.21% eran asiáticos, el 8.43% eran de otras razas y el 5.83% pertenecían a dos o más razas. Del total de la población el 99.48% eran hispanos o latinos de cualquier raza.